# チャーリーとチョコレート工場
『チャーリーとチョコレート工場』（チャーリーとチョコレートこうじょう、英: Charlie and the Chocolate Factory）は、ティム・バートンが監督、ジョン・オーガストが脚本を担当した2005年のアメリカ合衆国とイギリスとオーストラリアの合作によるミュージカル・ファンタジー映画。

## 概要
ロアルド・ダールによる1964年の児童小説『チョコレート工場の秘密』（原題：Charlie and the Chocolate Factory）が原作である。本作の映画化は、1971年製作の『夢のチョコレート工場』（原題：Willy Wonka and the Chocolate Factory）』（メル・スチュワート監督）に次いで2度目となる。
海外では、後述のミュージカルや映画『ウォンカとチョコレート工場のはじまり』などで旧作がよく引用されているが、日本における知名度は、各マーケティングや観客の反応から、本作の方が高い様子がうかがえる。
また、本作は、第78回アカデミー賞の衣装デザイン賞にノミネートされた。

## ストーリー
世界中で大人気のウィリー・ウォンカ製のチョコレート。しかし、彼のチョコレート工場の中は完全非公開であり、謎に満ちていた。
ある日、ウォンカは「生産するチョコレートの中に5枚だけ金色のチケットを同封し、それを引き当てた子供は工場を見学する権利が与えられ、さらにそのうちの一人には想像を絶する素晴らしい『賞品』がつく」という告知を出した。
世界中がチケット争奪で大騒ぎとなる中で運良く引き当てたのは、食いしん坊の肥満少年、オーガスタス・グループ、お金持ちでわがままな少女、ベルーカ・ソルト、いつもガムを噛んでいて勝利にこだわる少女、バイオレット・ボーレガード、テレビ好きで反抗的な少年、マイク・ティービー、そして家は貧しいが家族思いの心優しい少年、チャーリー・バケットだった。
彼らは、ウォンカの招待のもと、工場の中で夢のように不思議な光景を体験していく。ところがその途中でさまざまなハプニングが起こり、子供たちは一人ずつ脱落していく。ウォンカは、最後に残ったチャーリーに「賞品」を与えようとするが、チャーリーに提示された交換条件は「家族を捨て、チョコレート工場の跡取りとなる」という家族思いの彼にとって受け入れがたいものだったため、チャーリーはこれを辞退した。
予想外の展開にすっかり意気消沈したウォンカだったが、チャーリーの後押しによって、彼自身のトラウマを解決できたことで、改めてチャーリーに「賞品』」受け取るように打診する。ウォンカは、これを受け入れたバケット一家と「とびきり甘い」人生を送ることとなった。

## 登場人物
ウィリー・ウォンカ
工場長。シルクハットに杖・燕尾服・手袋を身に着けている。善悪の区別が付かない子供じみた性格で、時代遅れのフレーズや口汚い言葉を連発する変人。父親や母親・両親など、親や家族に関する単語を口にする際には抵抗があるのか、吐き気を催している。「天才ショコラティエ」や「チョコの魔術師」などと呼ばれている。過去に他のお菓子メーカーが送り込んだ産業スパイによって、極秘のレシピの情報を漏洩され、他のメーカーによる自身が発明したお菓子の販売がエスカレートしたことから、後述のジョーおじいちゃんを含めた従業員全員を解雇し、表面上は工場を閉鎖していた。しかし実際は、ルンパランドよりウンパ・ルンパ全員を従業員として雇い、15年間も工場に籠りながら経営を続けていた。とにかくお菓子を作ることに打ち込んでおり「気持ち悪い」といって毛嫌いしているガムも生産している。火だるまになった人形をみて大喜びしたり、子供たちがトラブルを起こしても心配する素振りを見せないなど、冷淡な一面もある。
彼のショコラティエとしての能力を印象づけるエピソードとして「ポンディチェリー王子というインドの富豪からの依頼で『レンガからそれを留めるセメント、壁の絵や絨毯、家具に至るまで全てチョコレート（ミルクチョコレートとブラックチョコレート）で出来た宮殿』を作ったことがあるが、王子はウォンカの忠告を聞かず、チョコ宮殿を食べずにそのままにしていたため、数日後の猛暑日に溶けてしまった」という出来事が、ジョーおじいちゃんから語られている。
彼は元々、歯科医の家の子供で、父親がハロウィンで貰ったお菓子を暖炉に捨てた際、燃えないで落ちていたチョコレートを見つけて食べたことで、チョコレートの魅力にはまり、いつしかショコラティエを夢見るようになる。しかし、特に虫歯の原因となるチョコを全否定する父親に反発して家出し、チョコレート工場を建設した。ある日、散髪していた時に見つけた一本の白髪から自らの老いを感じ取り、死後の工場の行方を心配し、工場の後継者になる「神の子」を探す為に5人の子供を工場に招待した。最終的にチャーリーが残ったため、副賞として彼に家族を捨てることを条件に、工場を継ぐように言うが「家族を捨てることはできない」と断られる。その後は、自身のお菓子の売上を低迷させる程に落ち込むが、チャーリーと再会し、自身のトラウマと対峙するために、一緒に父親の元を訪ねてくれるよう頼む。最終的には父親と和解し、バケット一家に家族として迎えられ、共に工場を経営することになった。
チャーリー・バケット
主人公。工場の近くに住む少年。祖父母が寝たきりながらも4人とも健在、さらに唯一の働き手である父親が薄給の上に後に失業した事で限りなく貧しい家の育ちであるが、家族思いの優しい少年。本作は彼の視点で描かれている。ウィリー・ウォンカに憧れ、父親が働く工場で生産している歯磨き粉の蓋でチョコレート工場の模型を組み立てていた。毎年誕生日にだけチョコレートを貰えるが、そのたった一枚を家族みんなに分けてあげる優しい一面を持つ。拾ったお金で買った3枚目のウォンカバー（誕生日プレゼントの1枚目とジョーおじいちゃんのへそくりで買った2枚目は、はずれだった）に、たまたまゴールデンチケットが入っていた為、工場に招待される。
招待された子供の中で最後にたったひとり残ったため、副賞としてウォンカから工場を継ぐように言われる。しかし、「家族を捨てること」が後継条件だったので一度は拒否する。その後に街で靴磨きをしている時にウォンカの靴を磨くという形で再会し、家族という存在自体に拒否反応を示すウォンカに歯科医の父親の元へと共に向かい、和解する手助けをした。その後、再びウォンカに工場の跡継ぎの話を出され、「家族も一緒なら」という条件のもとに受け入れ、以降はウォンカと共に新しいお菓子作りに専念している。
ジョーおじいちゃん
チャーリーの父方の祖父。チャーリーの工場見学の同行者。ウォンカが初めて出店した頃から共に働いていたが、先述の理由で解雇された。チャーリーの祖父母のなかでは最高齢の96歳（原作準拠）。元々働いていたウォンカの工場への造詣は深く「あの不思議な工場を再び見て回ることが出来るなら、何だって差し出す」と語っており、ゴールデンチケットを当てるためにチャーリーに自分のへそくりを渡していた。ほとんどベッドで寝たきりだったが、チャーリーがゴールデンチケットを当てたと知った途端に元気になり踊り出し、チャーリーと誰が同行するかという話になると、率先して名乗りを上げた。
バケット氏
チャーリーの父親。バケット家の唯一の働き手で地元の歯磨き粉工場で働いていた。しかし、チョコの売れ行きが上昇し、虫歯になる子供が増えた影響で歯磨き粉の需要と売上が伸び、それによって得た利益で工場が機械化したことでリストラされてしまう。
のちに工場に導入され、かつての自分の役割を継いだ機械の修理工として復職し、収入が格段に増える。最後はウォンカを家族の一員として温かく迎えた。
バケット夫人
チャーリーの母親。普段は4人の老人の介護と家事で手一杯で、働きに出ることもできない。家計が苦しく、毎日キャベツのスープを作っている。自由が全くない立場と言えてしまうが「食事中に仕事の話は厳禁」とのルールを定め、仕事を失って気を落とす夫に「それならキャベツのスープをもっと薄めればいい」と前向きに支える良妻賢母。このルールは、貧乏ではなくなった後も変わっておらず、ウォンカと共に新しいお菓子について話し合うチャーリーを諫めている。
ジョゼフィーンおばあちゃん
チャーリーの父方の祖母（原作準拠）。原作では90歳を越えていることになっている。
ジョージおじいちゃん
チャーリーの母方の祖父（原作準拠）。頑固者で現実主義者だが、家計のためにゴールデンチケットを換金しようとするチャーリーを「そこらに山ほどある金のために世界に5枚しか無いそのチケットを引き換えにするのは馬鹿だ」と諌めるなど、優しい一面も見せる。皮肉屋で口が悪いため、度々バケット氏に言葉遣いを諌められたり、彼が暴言を吐く際にバケット氏がチャーリーの耳を塞いでいる場面もある。
ジョージーナおばあちゃん
チャーリーの母方の祖母（原作準拠）。映画では非常に耳が遠く、会話ではいつも頓珍漢な返事をする（周りがチョコの話をしてるとき急に「ブドウおいしい!」と叫んだりしている）。
チャーリーに前向きな言葉をかけて励ますことがあるが、これから彼の身に起こることを予知しているかのような内容になっている。
ウンパ・ルンパ
ルンパランドという島に住む小柄な人々。ジャングルに住む危険な動物から身を守るため、木の上で生活している。普段は緑色のイモムシを食べている。ウォンカは、香料を求めて立ち寄ったルンパランドで彼等と出会い、最も嗜好するカカオ豆が貴重品である彼らに、給料をカカオ豆で支払う交渉を村長と行い、従業員として労働契約を締結している。従業員の多くは、白黒縞模様の服の上から、セクションによって色が異なるレザーのつなぎを着ている。また、受付嬢の他、ウォンカ専属の秘書やカウンセラーを務めている者もいる。歌と踊りを好み、即興で歌を作るが、周りには「練習していたみたい」と言われる。なお、本作では全てのウンパ・ルンパを一人の役者が演じており、男女を問わず全て同じ顔をしている。作中では、歌以外で全く喋っておらず、ジェスチャーで意思表示を行う（映画では音声は入らないが、会話しており、ウォンカがルンパランドの長にジェスチャーで会話する場面では字幕が表示されている）。言語は理解しており、ウィリー・ウォンカの指示にしっかりと従っている。
終盤では、はっきりとした言葉を話す個体が登場しており、本作の語り役（ナレーション）であることが明かされる。
オーガスタス・グループ
ドイツ・デュッセルドルフの肉屋の息子。ジョージおじいちゃんに「最初の当選者はきっとブタみたいに太っている奴だ」と予想されたが、正にその通りの肥満児。チョコレートが大好物の食いしん坊で、毎日ウォンカバーを食べている。チケット入りのウォンカバーを手に入れ、食べた際、チョコと一緒にチケットの一部を噛み切ってしまった。彼に対して過保護な母親と同行で工場を訪れる。自分の食べるチョコを物欲しそうに見るチャーリーに「持ってくれば良かったのに」と嫌味を言った。
彼を風刺するウンパ・ルンパは南米調の歌を披露し、赤いつなぎを着ている。
工場見学の際に「人の手が触れてはいけないことになっている」というウォンカの静止を聞かずに、欲張ってチョコレートの川をすくって飲んでいた際、誤って川に落っこち、泳げないためにそのままチョコレートを吸い上げるパイプに吸い上げられ「ストロベリー・フレーバー・チョコレート・コーティング・ファッジ」を作る部屋へと打ち上げられてしまい、脱落。最後は、チョコまみれになって工場から出てくる。このことで母親は、息子への過保護を改めるようになって彼を叱っていたが、本人は懲りておらず、体中に付着したチョコを幸せそうに舐めていた。
バイオレット・ボーレガード
アメリカ・ジョージア州アトランタ在住。ステージママの母親の影響で「1番」や「優勝」という言葉に異常にこだわり、賞獲りに執念を燃やす少女。ジョゼフィーンおばあちゃんからは「なんて高慢ちきな子だろう」と言われた。空手などのスポーツを得意とし、今までのトロフィー獲得数は263個で、リビングにはその一部が置かれている。彼女の母親もバトントワリングでのトロフィー獲得経験を持つ。普段はガム噛みの記録更新のために、常にガムを噛んでいるが、ゴールデンチケットを当てるためにウォンカバーを好物に変えていた。母子家庭のせいか、いつも自分とお揃いの服装をしている母親と共に工場を訪れる。かなりの自信家で「絶対に自分が賞品を勝ち取る」と豪語し、チャーリーを「負け犬」呼ばわりした。
彼女を風刺するウンパ・ルンパは、ディスコファンクロック調の歌で、黒いつなぎを着ている。
研究室にてウォンカの「まだ未完成だし、いくつかの点で…」という忠告を振り切って、試作品の「フルコースが味わえてお腹もいっぱいになるガム」を無理やり食べ「世界で初めてチューインガム食を味わった子供になった」と母親と喜ぶも、噛み続けた結果、試作品故の副作用で体が青紫に変色して大きく膨れ上がり、ブルーベリーの様になって身動き取れなくなってしまい、脱落。その後、ジュース室で体内のジュースを絞り出されて、元の体には戻れたものの、髪の毛まで真っ青の柔らかい状態になってしまった。それでも本人は、この体を気に入っており、柔らかくなった体を自慢していたが、母親は今回の件で反省したのか複雑な気分だった。
ベルーカ・ソルト
イギリス・バッキンガムシャーのナッツ工場の社長令嬢。甘やかされて育ったために、非常にわがままな性格で、何でもすぐに欲しがる。自分でチョコを買ったわけではなく、父親が大量にウォンカバーを買い占め、工場の従業員にナッツの殻むきの代わりにゴールデンチケットを探させたことで、チケットを手に入れた。チャーリーには、そのやり方を「自分で手に入れた訳じゃないからフェアじゃない」と言われ、ジョージおじいちゃんにも「ブタ（オーガスタス）よりたちが悪い」と言われる。娘に甘い父親と共に工場を訪れる。バイオレットとは、表面上は「お友達になりましょう」としていたが、互いにライバル意識をむき出しにしており、バイオレットがガムの副作用でブルーベリーのように膨れ上がって行った際「娘がブルーベリーで、どうやって競争するの!?」と慌てるバイオレットの母親に「農産物品評会に出せば？」と皮肉を言う一面も。
彼女を風刺するウンパ・ルンパは、サイケデリックなスローバラードを歌い、黄色いつなぎを着ている。
ナッツ選別用のリスをペットに欲しがり、ウォンカに「売り物ではない」と言われても、強引に手に入れようとした結果、リス達に襲われてしまう。そして、その内の一匹にナッツを選別する様に頭を叩かれて中身が駄目になっていると見なされ、焼却炉に向かうダストシュートに落とされてしまい、脱落。その穴を覗く父親も、リスのドロップキックで突き落される。最後は、父親と共にゴミまみれになって、工場から出てくる。そんな目にあっても、最後までわがままぶりは直っておらず、ウォンカやチャーリー、ジョーおじいちゃんの乗っている空飛ぶガラスのエレベーターまで欲しがっていたが、父親は今回の件から反省し、以前のように娘を甘やかさなくなった。
マイク・ティービー
アメリカ・コロラド州デンバー在住。高等学校の地理教師を父親に持つ少年。自分の知識に絶対の自信を持ち、それを決して曲げないハイテクオタク。暴力表現の激しい3Dシューティングゲームをやりながら、チョコの製造年月日、天候による増減、株価指数のデリバティブを換算して、1回でチケットを当てた。ウォンカバーを買ったが、チョコレート（お菓子）は嫌いなため、マスコミにこのことを語った彼に対しジョージおじいちゃんは「お前なんかチョコレート工場に行く資格はない」とテレビ越しに罵倒する。気弱でハイテクに苦手な父親と共に工場を訪れる。ウォンカからは「計算で当たりを勝ち取ったデビル」と呼ばれていたが、ウォンカの言うことによく口を挟んでおり、前述で述べたお菓子嫌いという一面の通り、お菓子自体には興味を示していない。
彼を風刺するウンパ・ルンパは、クイーンやビートルズをモチーフとした歌を披露し、衣装も様々だが、基本は白いつなぎである。
テレビ室にある転送機に興味を持ち、世界中を驚かせるような大発明であるにもかかわらず、チョコレートなどのお菓子を転送することしか頭にないウォンカに腹を立て、バカ呼ばわりする。そして、転送機に勝手に入り込み、その影響で体が小さくなって元に戻れなくなり、脱落。その後、キャンディー伸ばし機で引き伸ばされて、紙のように薄っぺらい長身の体になってしまった。
ウィルバー・ウォンカ
映画のオリジナルキャラクター。ウィリー・ウォンカの父親で、当時彼が住んでいた街で最も有名な歯科医。息子のウィリーに特製の大掛かりな歯列矯正器具を付けさせる等、歯に対して害悪なものには非常に排他的な歯科医であり「お菓子は虫歯の素、チョコレートなんて時間の無駄」と断言し、息子の目の前で、貰い物であるハロウィンのお菓子を暖炉に投げ込むほどであった。のちに、ウィリーがショコラティエになるために家を出ると言い出した時には大反対し「戻ってきた時、お前の帰る家は無い」と吐き捨てるが、ウィリーが帰ってきた頃には家まるごとを無理やり切り取ったかのように消えてしまう。
しかし、本作の終盤で、ウィリーと再会した時には、息子の新聞記事の切り抜きを額縁に入れて診察室で壁いっぱいに飾ったり、彼の歯を診察しただけで子供の頃から生き別れ同然だったウィリーの成長した姿だと気付いており、息子思いの一面を見せている。最後は、チャーリーの仲介により、ウィリーと和解した。

## 映画版の特色

### 原作との相違、旧版との相違について
旧版を踏襲し、いくつかのオリジナル設定は受け継ぎつつ、リスのくだりなど、当時技術的に再現不可能だった場面をより忠実に再現した上で、ウォンカの少年期のエピソードを中心に、ストーリー面で多くの映画オリジナル設定が盛り込まれている。前述のように、キャラクター全員に何らかの新設定が加えられている他、終盤の展開が大きくアレンジされている。ウォンカは幼少時代、歯科医である厳しい性格の父親に半ば虐待に近い躾をされてトラウマになっているため、現在も "parents"（両親）という言葉が口にできず、またフラッシュバックをしばしば起こすアダルトチルドレンとして描かれている。総じて、イデオロギーとしての家族が強調されている。また、旧版では、チャーリーが母子家庭であったが、本作では、バイオレットが母子家庭になっている。
ミュージカル映画であった旧版に対して、本作では、ウンパルンパ以外の人物は歌を歌うシーンが一切ない。また、旧版では、ウンパルンパの曲はメロディは同じで、歌詞が脱落する子供によって替えられていたが、本作ではそれぞれ全く違う楽曲を唄っている。
現代的な脚色として、マイクが「アンリアル・トーナメント」などを思わせる暴力性の強いテレビゲームを遊んでいたり、ウンパ・ルンパが、レザーの衣装やインカムを身に付けている。また、ウンパ・ルンパの歌も、旧版では、西洋わらべ歌風のオリジナル詞だったが、本作では、原作に準拠した歌詞をもとに、現代的なミュージックでアレンジされている。
旧版では、チケット目当てに世界中でチョコレートが争奪される中、人々がチョコ本体を食べずに無造作に廃棄してゴミの山になる描写が多かったが、本作は、チョコレートの廃棄シーンや汚く散らばっている描写が一切ない。

### 実際のチョコレートのセット
工場の内部には、全てチョコレートで作られた庭園が登場するが、川は本物ではなく、限りなくチョコレートの質感に近い素材で表現された。しかし、庭園のモニュメントや芝生は、パティシエによって作られた本物の菓子である。また、途中に登場するリスのシーンは、CGではなく、実際のリスを調教して作業させている。

### 他の映画や有名バンドへのオマージュ、様々なジョーク
マイク・ティービーの場面で顕著であるが『2001年宇宙の旅』『サタデー・ナイト・フィーバー』『鳥』『サイコ』『ベン・ハー』といった有名映画へのオマージュや、クイーンやビートルズ、キッスなどのロックバンドを連想させる曲調や画面づくりなど、映像作品のエッセンスが取り入れられている。また、原作にも点在するブラックジョークが、監督のバートンが趣味的に引き出した形で劇中にもちりばめられている。

### アロマトリックス
一部の映画館では、芳香を放つ装置「アロマトリックス」を設置し、上映中にチョコレートの人工香料を放つ演出で、観客もさながらチョコレート工場の中にいるかのような臨場感が体験できた。

### ウォンカバー
劇中に登場したチョコレート「ウォンカバー」（ウォンカチョコレート）は、実在する商品である。本作の製作に全面協力したネスレがイギリス版、アメリカ版、オーストラリア版を販売しており、それぞれの国によって包装が違う。
ネスレは、以前から原作者のダールよりウォンカバーの商標を独占貸与され、1998年頃からアメリカで「ウォンカバー」を販売している。映画の公開にあたり、ネスレは、総額500万ポンドのタイアップキャンペーンを実施している。同時に、映画のパッケージを模したデザインの「ウォンカ・チョコレートバー」を発売した。
それぞれスティック型と板チョコ型の2種類が作られ、特に、オーストラリア版の板チョコ型は190グラムと大きく、映画の中でオーガスタスやチャーリーが手にしたウォンカバーを彷佛とさせる大きさになっている。単なる板チョコではなく、チョコクランチが練りこまれ、また、キャラメルソースのフレーバーが挟み込まれている。かつてのチョコの形は、ウォンカが着けているシルクハットを象っていたが、最近は、板チョコが膨れ上がったような形となっている。なお、劇中のウォンカバーは普通の板チョコである。
2008年1月、日本では、ネスレが「ゴールデンチケットキャンペーン」を実施。劇中と同様に、5つのチョコレートにだけゴールデンチケットを封入して、ウォンカバーを販売した。当選者（2008年版）には、ウォンカの特大キューブリックがプレゼントされる。2009年には、プレゼントはウンパ・ルンパの縮小版人形になった。当選者数は、キャンペーン用ウェブサイトにて随時告知され、市場に残っているゴールデンチケットの数がリアルタイムで判るようになっている。
毎年冬、キデイランドやヴィレッジ・ヴァンガード、プラザのほか、輸入食材を扱う専門店、雑貨店などで輸入販売される。2013年には、青のパッケージのパチパチと弾けるキャンディーが練りこまれた新作フレーバー「ミステリアス・スピットスパット」が発売され、ケースには、バイオレット・ボーレガードがデザインされている。2015年には、ピンクのパッケージのストロベリー味の新作フレーバー「ウォンカ 15（ウォンカ いちご）」が発売され、オーガスタス・グループがデザインされている。2019年8月をもって、販売を終了。

## キャスト
| 役名                         | 俳優                                      | 日本語吹替                                   | 日本語吹替                                              |
| 役名                         | 俳優                                      | ソフト版                                     | 日本テレビ版                                            |
| ---------------------------- | ----------------------------------------- | -------------------------------------------- | ------------------------------------------------------- |
| ウィリー・ウォンカ           | ジョニー・デップ                          | 藤原啓治                                     | 宮野真守                                                |
| チャーリー・バケット         | フレディ・ハイモア                        | 池田恭祐                                     | 冨澤風斗                                                |
| ジョーおじいちゃん           | デイビッド・ケリー                        | 清川元夢                                     | 大木民夫                                                |
| バケット夫人                 | ヘレナ・ボナム＝カーター                  | 山像かおり                                   | 渡辺美佐                                                |
| バケット氏                   | ノア・テイラー                            | 咲野俊介                                     | 家中宏                                                  |
| ジョゼフィーンおばあちゃん   | アイリーン・エッセル                      | 京田尚子                                     | 竹口安芸子                                              |
| ジョージーナおばあちゃん     | リズ・スミス                              | 斉藤昌                                       | 翠準子                                                  |
| ジョージおじいちゃん         | ディビット・モリス                        | 永井一郎                                     | 大竹宏                                                  |
| オーガスタス・グループ       | フィリップ・ウィーグラッツ                | 千葉皓敬                                     | 日髙のり子                                              |
| バイオレット・ボーレガード   | アナソフィア・ロブ                        | 久野美咲                                     | かないみか                                              |
| ベルーカ・ソルト             | ジュリア・ウィンター                      | 小幡真裕                                     | 三輪勝恵                                                |
| マイク・ティービー           | ジョーダン・フライ                        | 海鋒拓也                                     | 山口勝平                                                |
| オーガスタスの母親           | フランツィスカ・トローグナー              | さとうあい                                   | 堀越真己                                                |
| バイオレットの母親           | ミッシー・パイル                          | 石塚理恵                                     | 篠原恵美                                                |
| ベルーカの父親               | ジェームズ・フォックス                    | 小林修                                       | 内田直哉                                                |
| マイクの父親                 | アダム・ゴドリー                          | 内田直哉                                     | 中村秀利                                                |
| ウンパ・ルンパ               | ディープ・ロイ （歌：ダニー・エルフマン） | 原語版流用                                   | 原語版流用                                              |
| ウィルバー・ウォンカ         | クリストファー・リー                      | 家弓家正                                     | 久米明                                                  |
| ウィリー・ウォンカ（幼少期） | ブレア・ダンロップ                        | 関根直也                                     | 千葉翔也                                                |
| ポンディシェリー王子         | ニティン・ガナトラ                        | 落合弘治                                     | なし                                                    |
| テレビリポーター             | トッド・ボイス                            | 掛川裕彦                                     | 大西健晴                                                |
| 小売店主                     | オスカー・ジェームズ                      | 福田信昭                                     | 宝亀克寿                                                |
| その他                       | N/A                                       | 小島敏彦 小形満 西宏子 桐井大介 勝田晶子     | 夏樹リオ 河相智哉 星野充昭 松山タカシ 鈴木美恵          |
| ナレーター                   | ジェフリー・ホールダー                    | 島香裕                                       | 中村正                                                  |
| 字幕ナレーション             | -                                         | 掛川裕彦                                     | なし                                                    |
| 日本語版制作スタッフ         |                                           |                                              |                                                         |
| 演出                         | 演出                                      | 簑浦良平                                     | 山田知明                                                |
| 翻訳                         | 翻訳                                      | 瀧ノ島ルナ（字幕） 藤澤睦実（吹替）          | 藤澤睦実                                                |
| 調整                         | 調整                                      | 菊池悟史 久連石由文                          | はたしょうじ                                            |
| 制作                         | 制作                                      | ACクリエイト ワーナー・ホーム・ビデオ        | ブロードメディア・スタジオ                              |
| 初回放送                     | 初回放送                                  | 2010年5月15日 21:00-23:10 『土曜プレミアム』 | 2008年1月11日 21:33-23:24 『金曜ロードショー』 正味93分 |

- 両吹替版での歌唱は、堀澤麻衣子を中心としたサウンドミッションチーム「アマートムジカ」が担当した。
- 2023年12月6日発売の「チャーリーとチョコレート工場 日本語吹替音声追加収録版ブルーレイ」には、日本テレビ版が収録[6][7][注 13]。

## テレビ放送
| 回数 | テレビ局   | 番組名（放送枠名） | 放送日         | 放送時間      | 放送分数 | 視聴率 |
| ---- | ---------- | ------------------ | -------------- | ------------- | -------- | ------ |
| 1    | 日本テレビ | 金曜ロードショー   | 2008年1月11日  | 21:33 - 23:24 | 111分    | 18.4%  |
| 2    | フジテレビ | 土曜プレミアム     | 2010年5月15日  | 21:00 - 23:10 | 130分    | 13.5%  |
| 3    | 日本テレビ | 金曜ロードショー   | 2011年5月20日  | 21:00 - 22:54 | 114分    | 11.3%  |
| 4    | 日本テレビ | 金曜ロードSHOW!    | 2012年8月10日  | 21:00 - 22:54 | 114分    | 10.5%  |
| 5    | 日本テレビ | 金曜ロードSHOW!    | 2015年11月13日 | 21:00 - 22:54 | 114分    | 11.3%  |
| 6    | 日本テレビ | 金曜ロードショー   | 2022年2月18日  | 21:00 - 22:54 | 114分    | 7.1%   |

- 視聴率はビデオリサーチ調べ、関東地区・世帯・リアルタイム。

## 舞台
2013年7月にミュージカル化した同名タイトル作品が、ロンドンのウエスト・エンドにて初演。演出は、サム・メンデス、楽曲は、マーク・ウェイマンとスコット・ウィットマンが手掛けた。2016年から2017年にかけて、ニューヨークブロードウエイで上演された。